# 永山駅 (東京都)
永山駅（ながやまえき）は、東京都多摩市永山一丁目にある、京王電鉄・小田急電鉄の駅である。
事業者により正式名称は異なるが、いずれも近接しており、相互乗換駅として案内されている。本項ではこれらを総括して詳述する。
- 京王永山駅（けいおうながやまえき） - 京王相模原線の駅。京王相模原管区所属。駅番号はKO40。
- 小田急永山駅（おだきゅうながやまえき） - 小田急多摩線の駅。駅番号はOT 05。

## 「永山駅」の呼称について
行政・民間を問わず、多くの施設・団体が、京王永山駅と小田急永山駅を総称して「永山駅」と呼称するか、正式名称と「永山駅」という通称を併記している。駅前バスターミナルも停留所の正式名称も、京王電鉄バスグループおよび小田急系の神奈川中央交通共に「永山駅停留所」であり、多摩市が運営する駅近くの駐輪場の名称も「永山駅駐輪場」となっている。
また、多摩市が2003年に策定した多摩市商業活性化計画では、当駅周辺部を「永山駅周辺」と定義している。
同文書内「多摩センター駅周辺」の節では「駅には小田急多摩線と京王相模原線が乗り入れ」という記述が見られ、多摩市当局が、京王・小田急両者はそれぞれ別個の駅を設置しているのではなく、「多摩センター駅」という一つの駅に両者が乗り入れていると解釈していることが明確に読み取れる。よって、多摩センター駅と類似の構造を持つ「永山駅」についても多摩市当局が同様の解釈を適用していると考えることができる。

## 歴史
多摩ニュータウン開発の中で、第1次入居住区となった諏訪・永山地区を包括する住民生活サービス施設を集積する「地区センター」の所在地に永山駅が設置されている。しかし、同地区の入居開始時には鉄道建設工事の遅れから当駅は存在していなかった。その際には北方約3kmに位置する京王線の聖蹟桜ヶ丘駅が最寄り駅となり、住民は3年間バス連絡による通勤・通学を余儀なくされたため、「陸の孤島」と揶揄されていた。しかし当駅の開設後においては、同じ新宿を起点とする京王・小田急の2路線を当駅では選択して利用でき、その後も両線の都心への地下鉄線直通運転が実現相まって、飛躍的に利便性が高まり、恵まれた交通環境となっている。

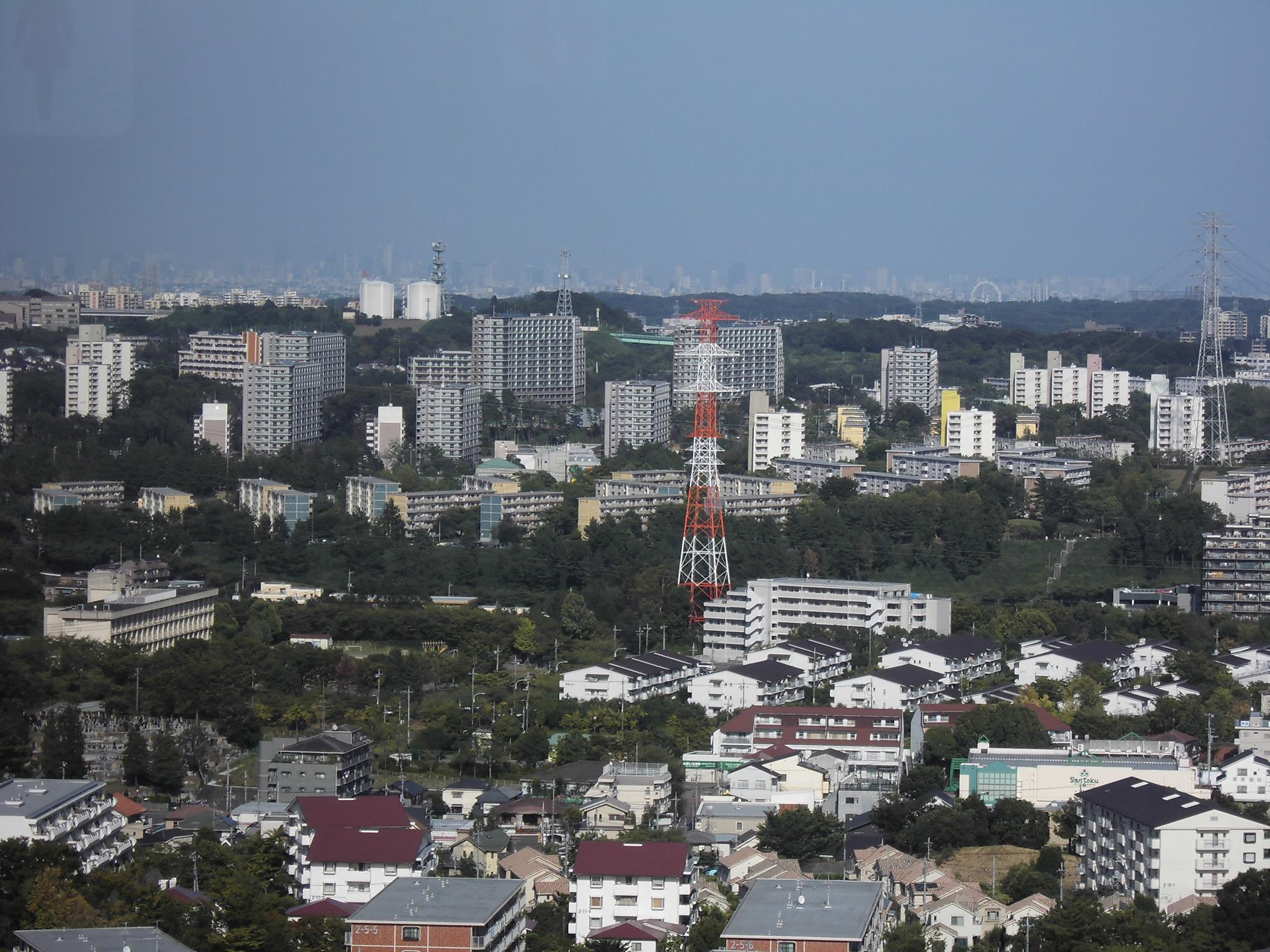
多摩ニュータウンの初期入居地区
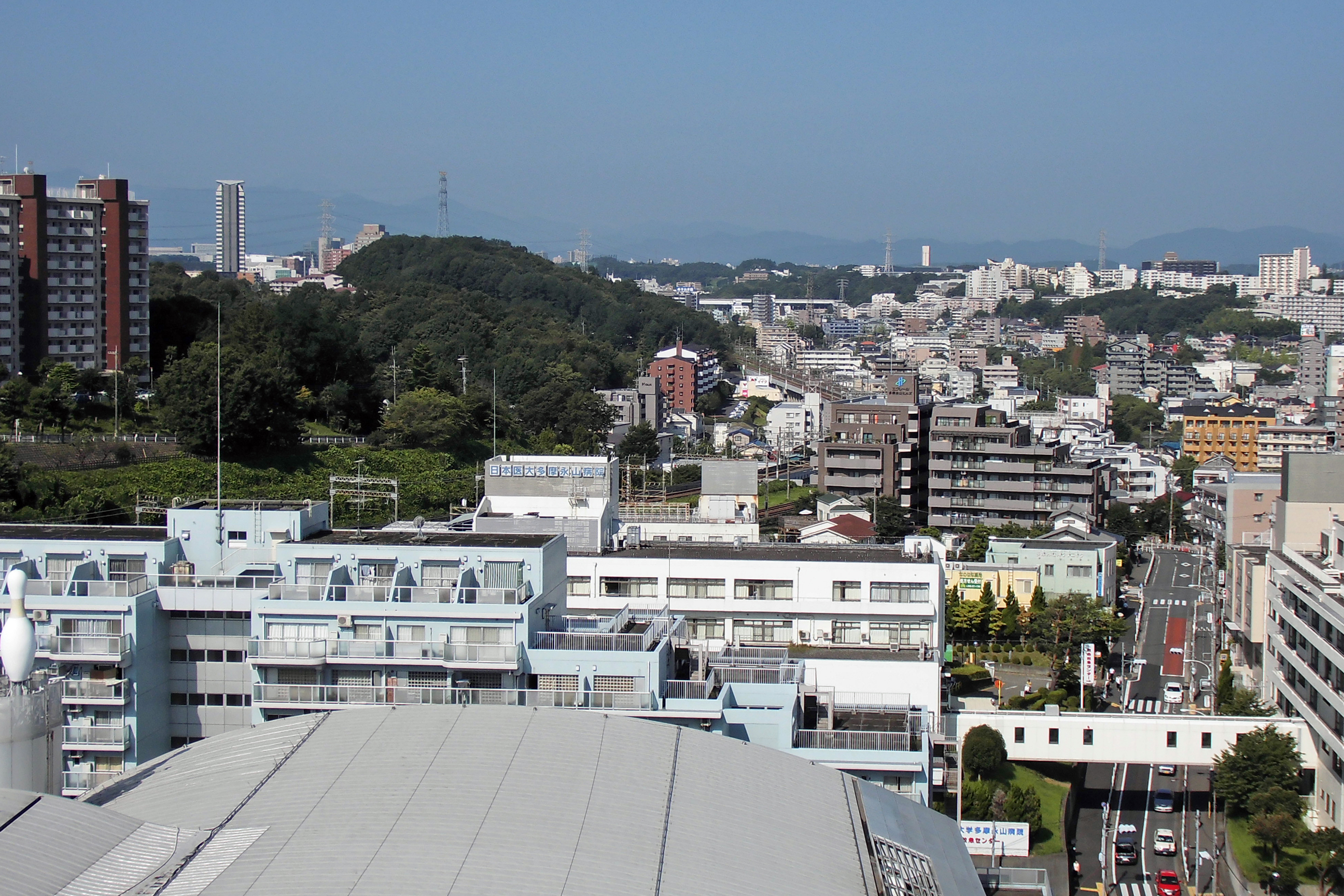
乞田川に沿って谷戸部に発達した街並み

### 年表
- 1974年（昭和49年）
  - 6月1日：小田急多摩線開業に伴い、小田急永山駅開業[8]。各駅停車の停車駅となる（暫定開業で駅構内に仮設の渡り線を設置して折り返し運転開始）。
  - 10月18日：京王相模原線延伸に伴い、京王永山駅開業。各駅停車および快速の停車駅となる。京王の開業が遅れた理由は、稲城駅 - 若葉台駅間のうち、約350 mの区間で地権者が用地買収に応じず、取得に大きく時間を要したためである[9]。さらにオイルショックも追い打ちをかけたことで、予定よりも半年遅れとなった[9]。
- 1975年（昭和50年）4月23日：小田急多摩センター駅までの延伸区間が開通し、中間駅となる。
- 2000年（平成12年）12月2日：小田急多摩線にて特急ロマンスカー「ホームウェイ」および急行の運転開始。小田急永山駅が停車駅となる。
- 2001年（平成13年）3月27日：京王相模原線にて急行の運転開始。京王永山駅が停車駅となる。
- 2002年（平成14年）3月23日：小田急多摩線にて多摩急行の運転開始。小田急永山駅が停車駅となる[10]。
- 2004年（平成16年）12月11日：小田急多摩線にて区間準急の運転開始。小田急永山駅が停車駅となる[11]。
- 2006年（平成18年）3月：小田急永山駅のリニューアル工事完了。
- 2008年（平成20年）3月15日：小田急多摩線にて特急ロマンスカー「メトロホームウェイ」の運転開始。小田急永山駅が停車駅となる。
- 2013年（平成25年）2月22日：京王相模原線の特急（2代目）運行開始に伴い、特急の停車駅となる。（2001年まで走っていた初代特急は通過していた）
- 2014年（平成26年）
  - 3月15日：小田急多摩線にて準急の運転開始。小田急永山駅が停車駅となる。なお、このダイヤ改正で設定された多摩線の準急は平日朝の下り1本のみである。
  - 8月21日：小田急永山駅の自動改札機が新型に更新される。
- 2015年（平成27年）9月25日：京王相模原線にて準特急の運転開始。京王永山駅が停車駅となる[12]。
- 2016年（平成28年）3月26日：小田急多摩線にて区間準急、特急ロマンスカーの運行が廃止される。
- 2018年（平成30年）
  - 2月22日：京王相模原線にて京王ライナーの運転開始。京王永山駅が停車駅となる[13]。
  - 3月17日：小田急多摩線にて通勤急行・快速急行の運転開始。小田急永山駅が停車駅となる。同時に同線における多摩急行、準急の運行を廃止[14]。

### 駅名の由来
駅所在地名が多摩市永山であることから、「京王永山」「小田急永山」と名付けられる。なお、「永山」とは駅所在地の北方に流れる乞田川沿いの地区を示す旧大字乞田の小字名で、かつて付近南方に「上長山」「下長山」と名付けられた山があったことに由来する。「長」が「永」に変わった経緯は不明である。
すでに北海道旭川市に日本国有鉄道（国鉄、現：北海道旅客鉄道（JR北海道））宗谷本線永山駅が存在すること、また京王および小田急は同時期に開業した多摩センター駅と同様に両線が同じ新宿駅を起点とするため、乗客の誤乗車と不正乗車を防止する目的から、あえて会社名を冠した「京王永山駅」および「小田急永山駅」として明確に区別することとなった。
線路を敷設する当地の南西側丘陵地区を示す旧大字貝取の小字名は「瓜生（うりゅう）」だった。建設計画時の仮称駅名は、所在地の旧大字地名「乞田（こった）」とする案と小字名「瓜生（うりゅう）」とする案があった。その後、ニュータウン開発で表示地名が「永山」に変更されている。

## 駅構造
京王・小田急両永山駅は、3層構造のコンクリートラーメン高架橋の建造物で両社が隣接して設置されており、駅舎もほぼ一体化しているため、両線の乗り換えは便利である。3層目がプラットホーム、2層目が駅舎と店舗を包含しペデストリアンデッキに通ずるコンコース、1層目が店舗とバスターミナル、タクシー乗り場に通ずるコンコースとなっている。多摩センター駅とともに京王線 - 小田急線相互間の乗り換え客も多い。そのため、2008年3月15日より連絡定期券の発売が開始された。

### 京王電鉄（京王永山駅）
相対式ホーム2面2線を有する高架駅。但し、駅東側（新宿駅側）は多摩丘陵の地面に接しており、すぐのところに「若葉台第2トンネル」の隧道口がある。ホーム有効長は駅開設時から10両編成に対応し、8両編成分の上屋を設備していたが、10両編成で運行される列車が増えたことから、リニューアル工事で調布方の上屋がさらに延長された。ホーム上には空調付き待合室、改札階と連絡するエスカレーター・エレベーターがそれぞれ設置されており、バリアフリー化が完了している。
改札口は1か所のみであるが、東西南北方向に通じるペデストリアンデッキに直接接続している。改札外にはA LoT（売店）があったが、現在は閉店している。

#### のりば
| 番線 | 路線     | 方向 | 行先                                     |
| ---- | -------- | ---- | ---------------------------------------- |
| 1    | 相模原線 | 下り | 京王多摩センター・橋本方面               |
| 2    | 相模原線 | 上り | 調布・明大前・笹塚・新宿・都営新宿線方面 |

- 急行及び特急橋本行きの一部列車は、当駅から各駅に停車するが、各駅停車への種別変更については次の京王多摩センター駅で行う。また、京王ライナーのうち、下り列車については、当駅より先、座席指定券なしで乗車券のみで乗車できる。上り列車は、当駅で乗車する場合は座席指定券が必要で、次の停車駅は明大前駅・終点の京王線新宿駅となり、途中の駅には全て停車しない。

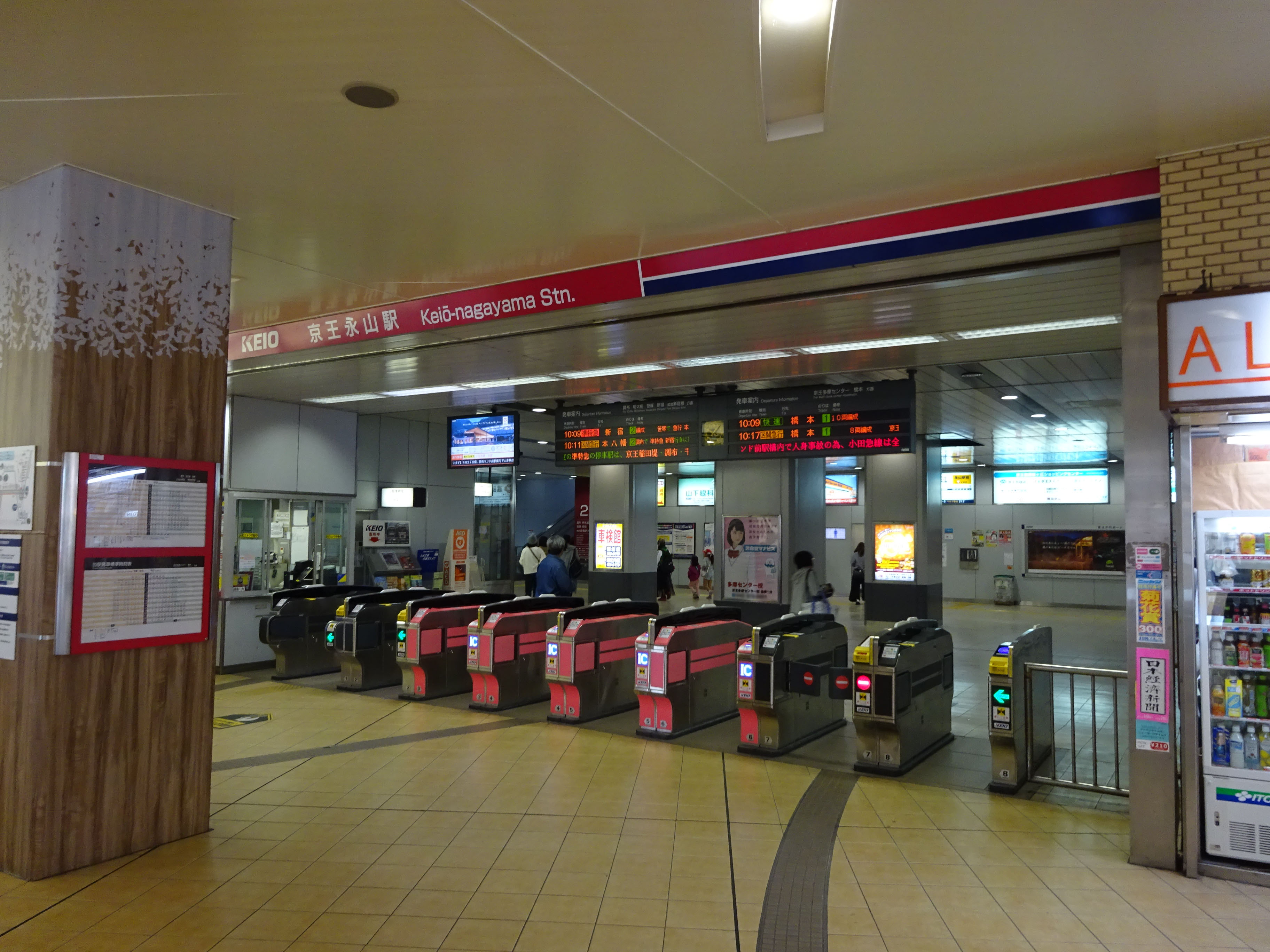
改札口（2016年10月16日）
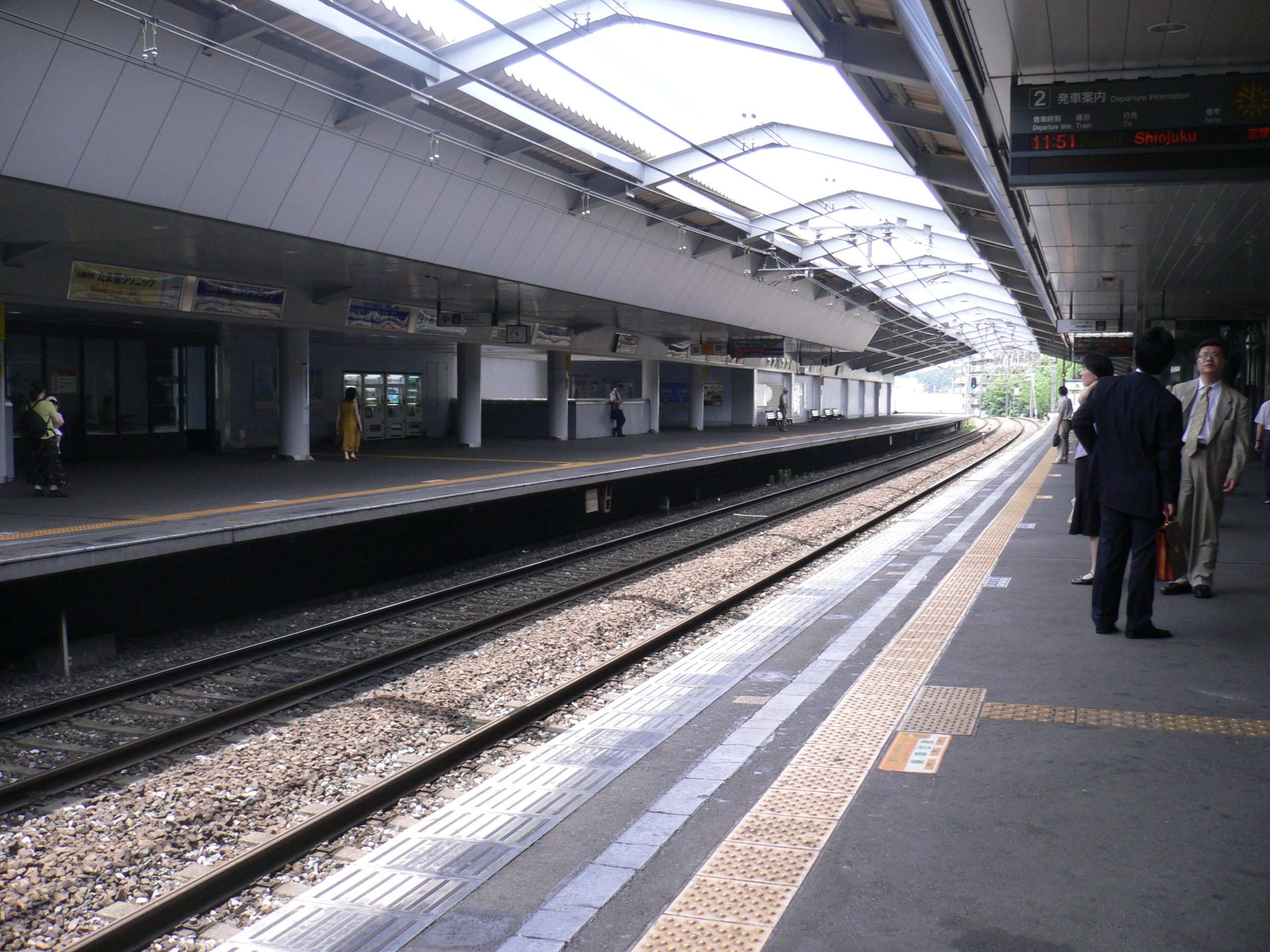
ホーム（2006年7月11日）

#### 駅舎内施設
- 京王リトナード永山 - 京王クラウン街より改称。

### 小田急電鉄（小田急永山駅）
相対式ホーム2面2線を有する高架駅である。当初からホーム有効長は10両編成に対応していたが、京王と異なり相当期間運行される列車編成が短かったため、ホームの上屋も乗降階段のある中央部分に限られていた。その後、10両編成の列車が運行されるようになったことから、大規模なリニューアル工事で2006年1月31日より10両編成分の上屋を設置し、同時にエコロジー活動の一環として上面に「太陽光発電パネル」を取り付けて自動券売機や自動改札機の電力として活用している。また、京王と同様に空調付き待合室が設置されている。
バリアフリー対応としては、上下線ホームと改札階を連絡するエレベーターがある。駅へのアクセス等出入口付近の様相は京王永山駅と同等である。
2008年度末から、改札ラッチ内とプラットホームで乗客案内用の発車標の使用が開始されている。
2016年7月15日までは、駅係員の配置は、7時30分から終電までであったが、翌日16日より、始発から7時30分にも係員が配置され、終日係員配置駅になった。

#### のりば
| ホーム | 路線   | 方向 | 行先                            |
| ------ | ------ | ---- | ------------------------------- |
| 1      | 多摩線 | 下り | 唐木田方面                      |
| 2      | 多摩線 | 上り | 新百合ヶ丘・新宿・ 千代田線方面 |

- 2025年3月改正以降、日中時間帯は急行が10分間隔で毎時6本発着する。(新宿駅発着、千代田線直通どちらも20分間隔で毎時3本ずつ)

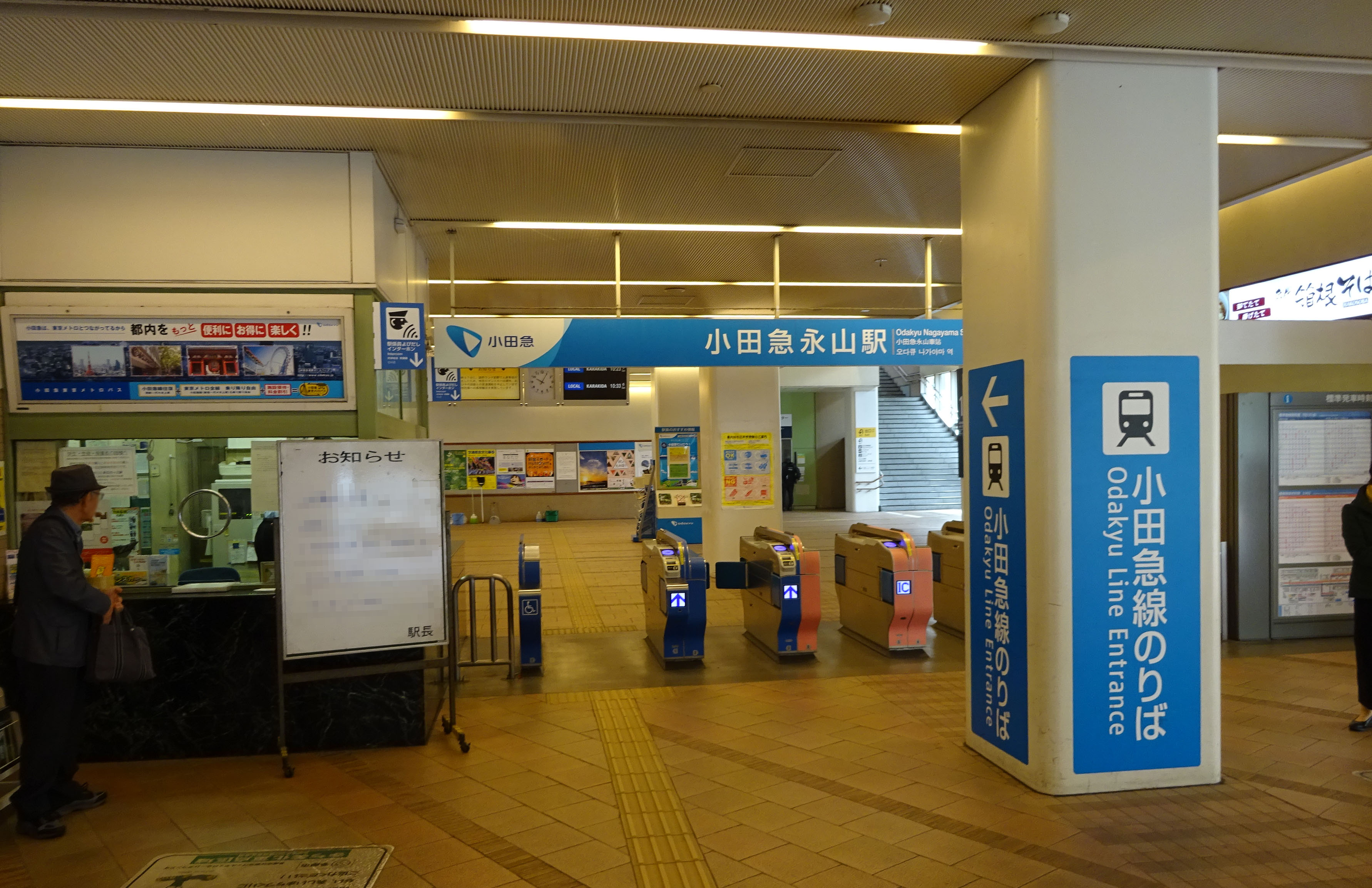
改札口（2016年10月16日）
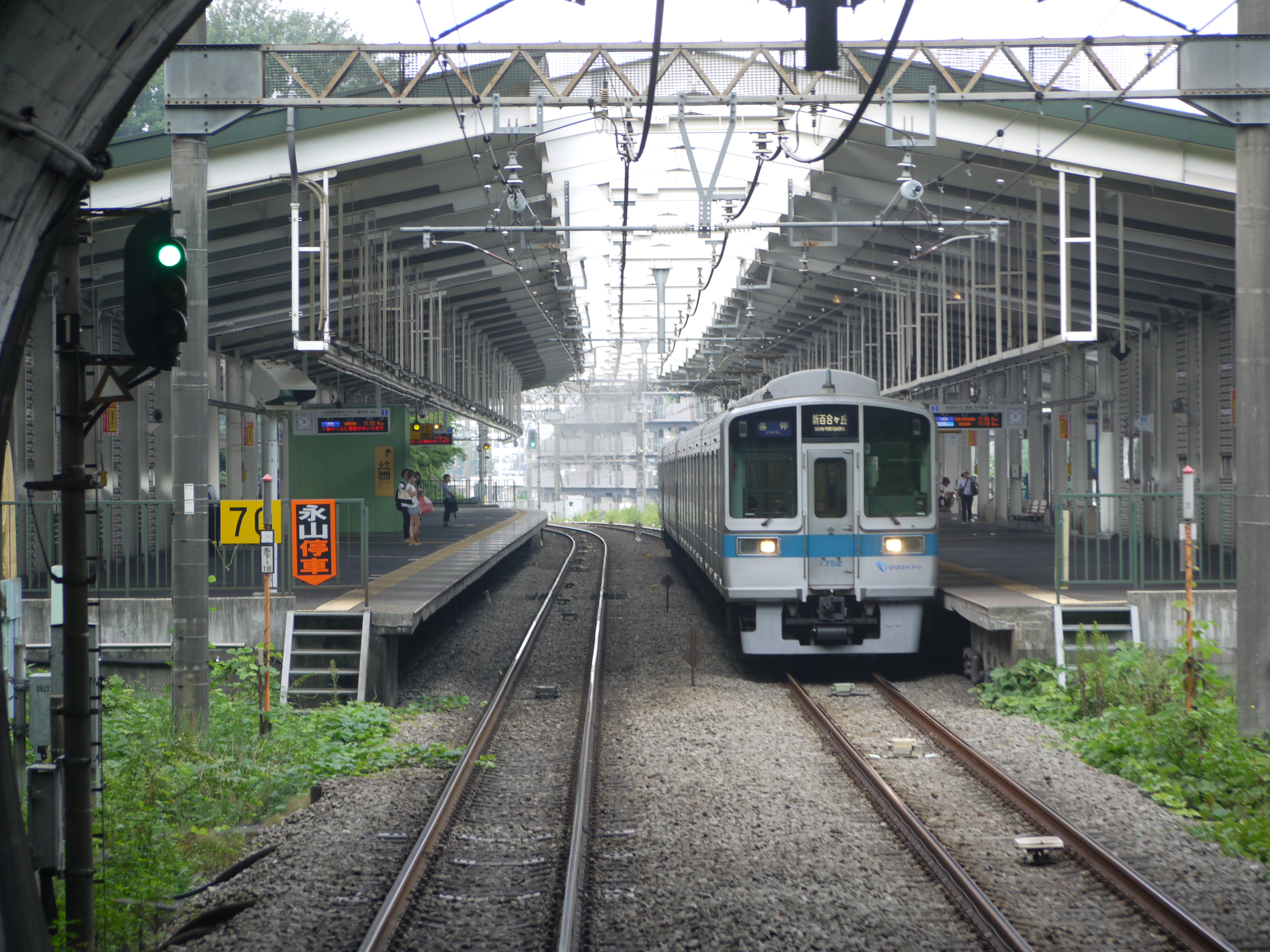
ホーム（2012年9月8日）

#### 駅舎内施設
- 小田急マルシェ永山
- 横浜銀行新百合ヶ丘支店 小田急永山駅出張所
- 三菱UFJ銀行多摩支店 小田急永山出張所

## 利用状況
京王および小田急は都心・新宿方面への移動手段として競合をしている。小田急が京王より4か月半ほど先行して開通したにもかかわらず、1990年代後半まで小田急が多摩線内を各駅停車のみ運行させていたこともあり、利便性のあった京王の利用者が圧倒的に多かった。しかし、2000年以降、小田急が地下鉄千代田線・JR常磐線に直通する「多摩急行」や帰宅ラッシュ時に新宿駅などから着席が保証される特急ロマンスカーの運行を開始した(現在は運転されていない)ことなどで、小田急の利用者が増加傾向にある。
一方、京王もかつて最速種別であった当駅を通過していた特急の運転を取り止め、代わって設定された急行が停車するようになり、加えて急行が都営新宿線直通になったことなどから、少しずつ利用者を取り戻している。また2013年2月22日のダイヤ改定から再開された特急も、京王稲田堤・南大沢と共に停車駅へ加えられている。
- 京王電鉄 - 2024年度の1日平均乗降人員は40,122人である[京王 1]。
京王電鉄内では第20位。
- 小田急電鉄 - 2024年度の1日平均乗降人員は27,212人である [小田急 1]。
小田急電鉄内では第40位。

開業からの乗降人員および乗車人員の推移は下表の通り。
| 年度               | 京王電鉄         | 京王電鉄         | 小田急電鉄       | 小田急電鉄       |
| 年度               | 1日平均 乗降人員 | 1日平均 乗車人員 | 1日平均 乗降人員 | 1日平均 乗車人員 |
| ------------------ | ---------------- | ---------------- | ---------------- | ---------------- |
| 1974年（昭和49年） | 3,824            |                  | 2,000            |                  |
| 1975年（昭和50年） | 10,164           |                  |                  |                  |
| 1979年（昭和54年） |                  |                  | 6,588            |                  |
| 1980年（昭和55年） | 14,629           |                  |                  |                  |
| 1982年（昭和57年） |                  |                  | 7,896            |                  |
| 1985年（昭和60年） | 21,845           |                  |                  |                  |
| 1987年（昭和62年） |                  |                  | 12,336           |                  |
| 1990年（平成02年） | 33,123           | 16,581           |                  | 7,425            |
| 1991年（平成03年） |                  | 17,828           |                  | 7,921            |
| 1992年（平成04年） |                  | 18,537           |                  | 8,016            |
| 1993年（平成05年） |                  | 18,348           |                  | 8,066            |
| 1994年（平成06年） |                  | 18,164           |                  | 8,293            |
| 1995年（平成07年） | 36,234           | 17,831           |                  | 8,555            |
| 1996年（平成08年） |                  | 17,863           |                  | 8,685            |
| 1997年（平成09年） |                  | 18,107           |                  | 8,737            |
| 1998年（平成10年） |                  | 18,463           |                  | 8,545            |
| 1999年（平成11年） |                  | 17,954           |                  | 8,459            |
| 2000年（平成12年） | 36,806           | 18,208           |                  | 8,581            |
| 2001年（平成13年） | 39,259           | 19,534           | 18,194           | 9,011            |
| 2002年（平成14年） | 40,574           | 20,145           | 19,547           | 9,696            |
| 2003年（平成15年） | 42,680           | 21,180           | 21,460           | 10,694           |
| 2004年（平成16年） | 44,023           | 21,874           | 22,567           | 11,345           |
| 2005年（平成17年） | 43,866           | 21,671           | 24,001           | 12,288           |
| 2006年（平成18年） | 44,204           | 21,737           | 25,533           | 13,019           |
| 2007年（平成19年） | 44,734           | 22,014           | 27,003           | 13,719           |
| 2008年（平成20年） | 44,363           | 21,874           | 28,431           | 14,381           |
| 2009年（平成21年） | 43,951           | 21,685           | 28,337           | 14,301           |
| 2010年（平成22年） | 42,465           | 20,909           | 28,190           | 14,238           |
| 2011年（平成23年） | 41,658           | 20,497           | 27,927           | 14,074           |
| 2012年（平成24年） | 41,996           | 20,636           | 28,798           | 14,475           |
| 2013年（平成25年） | 43,299           | 21,364           | 29,853           | 15,027           |
| 2014年（平成26年） | 44,140           | 21,781           | 29,983           | 15,077           |
| 2015年（平成27年） | 45,883           | 22,625           | 30,737           | 15,432           |
| 2016年（平成28年） | 46,036           | 22,751           | 31,040           | 15,586           |
| 2017年（平成29年） | 46,433           | 22,934           | 31,203           | 15,658           |
| 2018年（平成30年） | 46,781           | 23,107           | 31,338           | 15,781           |
| 2019年（令和元年） | 46,013           | 22,702           | 31,056           | 15,631           |
| 2020年（令和02年） | 33,197           | 16,405           | 22,278           | 11,203           |
| 2021年（令和03年） | 36,995           | 18,441           | 24,914           | 12,537           |
| 2022年（令和04年） | 39,413           |                  | 26,493           |                  |
| 2023年（令和05年） | 40,579           |                  | 26,819           |                  |
| 2024年（令和06年） | 40,122           |                  | 27,212           |                  |

## 駅周辺
多摩ニュータウンの第1次入居地区で開発の先駆をなした地域である。駅の所在地が丘陵地帯の谷間に位置し、周辺はその地形を利用して歩行者と車の通行を立体的に隔離した、歩車分離の街づくりの手本とも言える空間構成を形成している。
周辺各住区の住民サービスの生活拠点となる「地区センター」に位置付けられているため、衣食住に関わる店舗や娯楽、医療・保健関係の諸施設が集積している。また、ニュータウン開発の拠点になった旧住宅公団の本部建物やJTBなど大手企業の研修センターとなる建物が建ち並ぶ。駅施設と商業施設「グリナード永山」は歩車分離の原則に基づいた導線で一体的に結合され、市立の複合文化施設「ベルブ永山」を経由して隣接する永山北公園から住居地方面に向かう歩行者専用道路に通じている。

### 駅の南側にある施設
- グリナード永山（1号館）- 西友永山店を核テナントとするショッピングセンター。また、クリニックフロアには歯科や内科など個人開業の各医院も入居する。4階から広場へ出ると「ベルブ永山」が目の前に建つ。
  - 三井住友銀行永山支店
  - SMBC日興証券永山支店
- ベルブ永山
  - 多摩市立永山公民館
  - 多摩市立永山図書館
  - 一般財団法人おもちゃ図書館財団 多摩おもちゃ図書館
  - 永山駅前郵便局
  - ビジネススクエア多摩（多摩市創業支援施設）
- 南多摩保健所
- 永山北公園
- 多摩東公園・多摩市営陸上競技場
- 東京都立永山高等学校
- エコプラザ多摩（資源化プラザ）
- 永山諏訪団地（UR・都営住宅）
- きらぼし銀行多摩支店
- コモディイイダ永山店

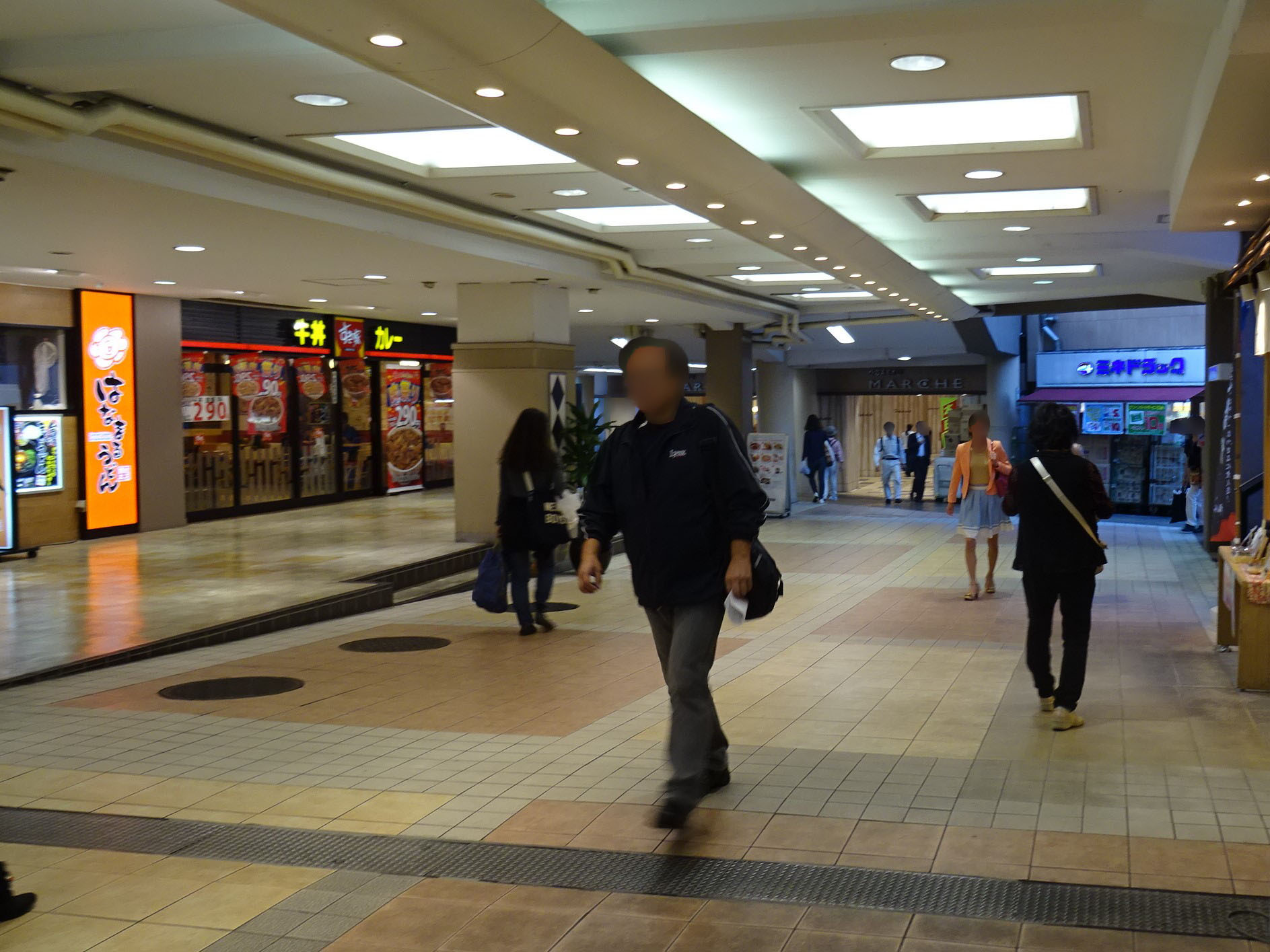
駅高架下の商店街（グリナード永山、小田急マルシェ、京王リトナードが接続）
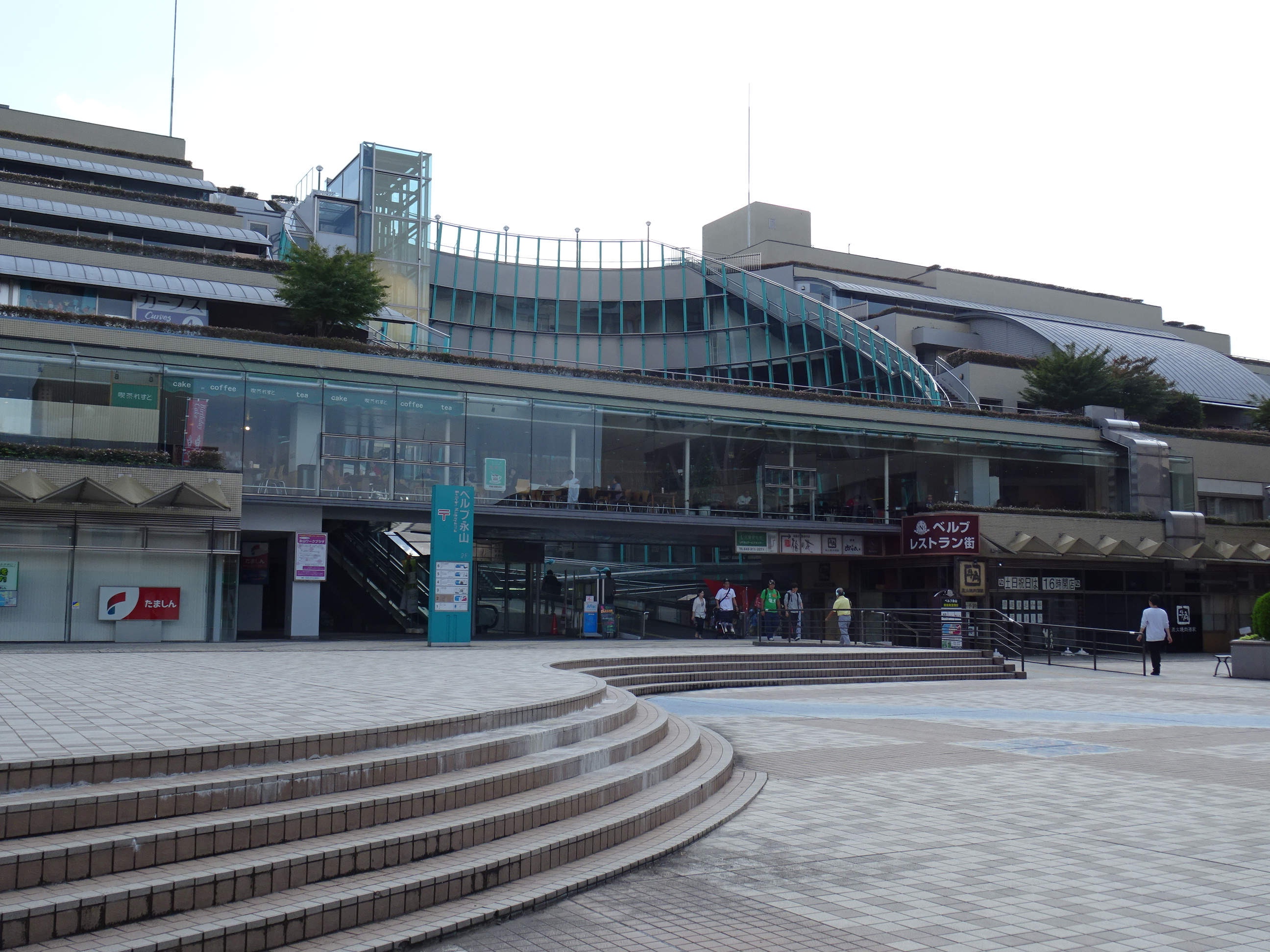
ベルブ永山

### 駅の北側にある施設
- 日本医科大学多摩永山病院
- グリナード永山（2号館）
- プラザ永山 - UR都市機構の店舗複合賃貸住宅。
- ヒューマックスパビリオン永山 - 娯楽・スポーツ・スーパー銭湯の三つの施設建物で構成。
- 東京消防庁多摩消防署
- 多摩市役所 - バス利用

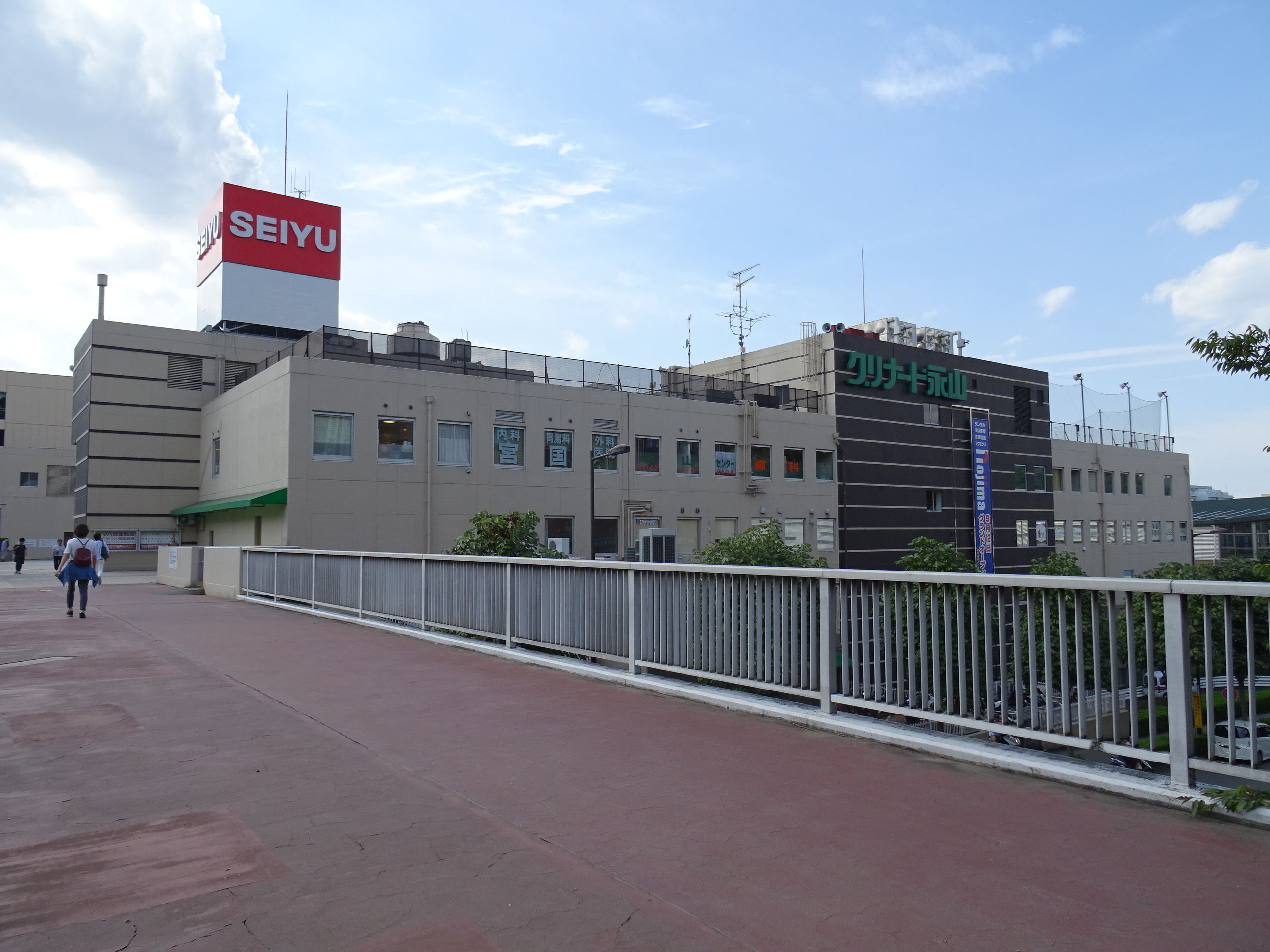
グリナード永山
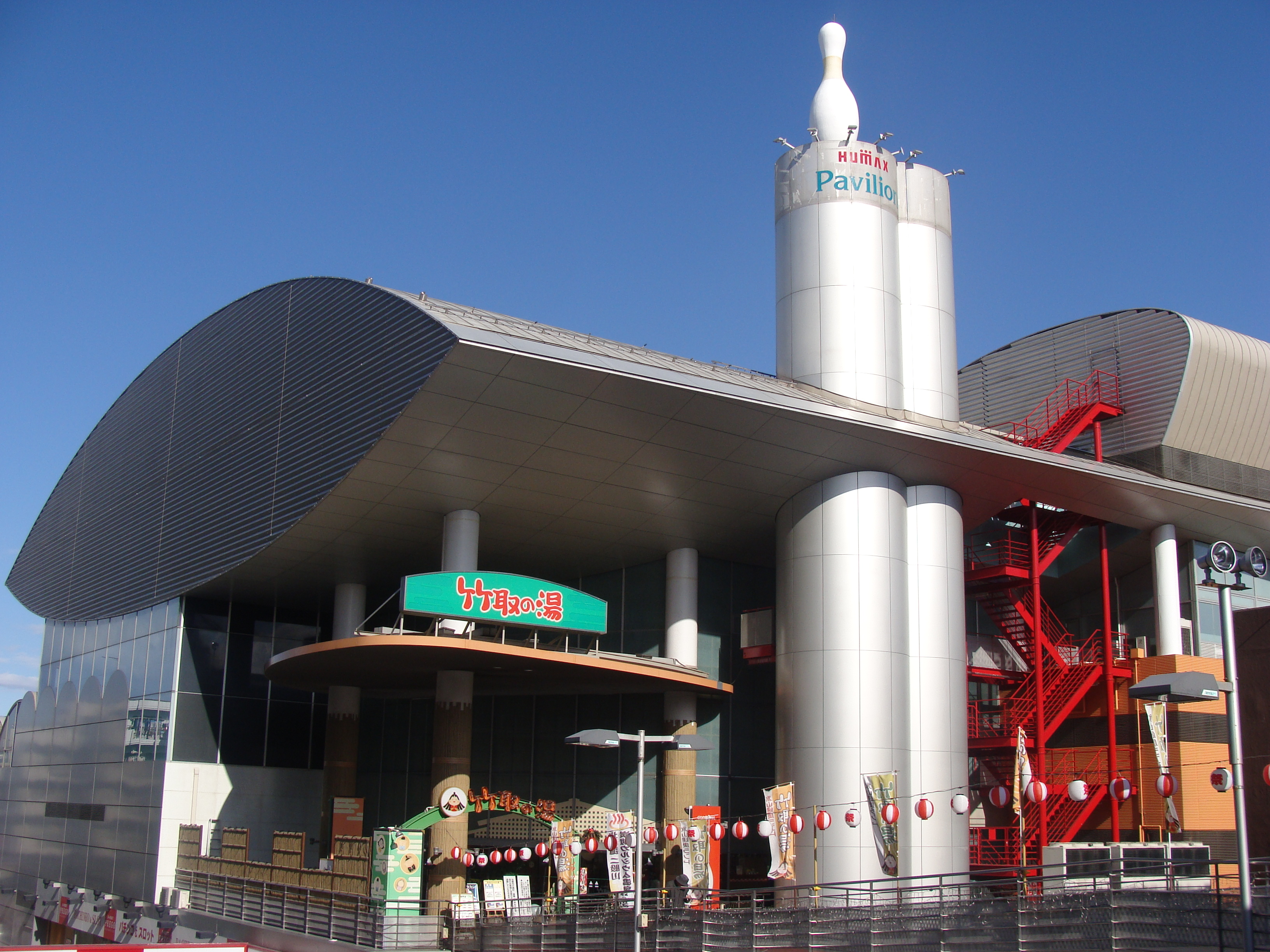
ヒューマックスパビリオン永山

## バス路線（永山駅）
この両駅は駅前広場を共通としているため、バス停留所は永山駅が正式名称となっている。0 - 4番のりばは改札（駅の西側にある）を出た正面の駅前広場にバスターミナルが整備されているが、5・6番のりばは駅東側の道路上に停留所が設置されている。
路線バスは京王バス・神奈川中央交通の2社が乗り入れている。各路線の詳細は京王バス桜ヶ丘営業所・京王バス多摩営業所・神奈川中央交通多摩営業所の記事を参照。
| 乗場 | 系統      | 主要経由地                                 | 行先             | 運行事業者    | 備考           |
| ---- | --------- | ------------------------------------------ | ---------------- | ------------- | -------------- |
| 01番 | 永53      | ＜多摩市ミニバス東西線＞左循環             | 永山駅           | ■京王         |                |
| 01番 | 永71      | ＜多摩市ミニバス南北線＞桜ヶ丘・和田ルート | 地蔵堂           | ■京王         |                |
| 01番 | 永72      | ＜多摩市ミニバス南北線＞愛宕ルート         | 多摩センター駅   | ■京王         |                |
| 02番 | 永52      | ＜多摩市ミニバス東西線＞右循環             | 永山駅           | ■京王         |                |
| 02番 | 桜07      | 多摩東公園・連光寺・記念館前               | 聖蹟桜ヶ丘駅     | ■京王         |                |
| 1番  | 桜45      | 貝取北センター・豊ヶ丘四丁目               | 多摩センター駅   | ■京王         |                |
| 1番  | 永65      | 貝取北センター・豊ヶ丘四丁目               | 多摩センター駅   | ■京王 ■神奈中 |                |
| 1番  | 永66      | 貝取北センター                             | 豊ヶ丘四丁目     | ■京王 ■神奈中 |                |
| 2番  | 永34      | 多摩大学                                   | 聖ヶ丘団地       | ■京王         |                |
| 2番  | 桜06      | 多摩大学・聖ヶ丘団地・記念館前             | 聖蹟桜ヶ丘駅     | ■京王         |                |
| 3番  | 桜25 永14 | 永山高校・永山五丁目                       | 京王多摩車庫     | ■京王         |                |
| 3番  | 桜23      | 永山高校                                   | 永山五丁目       | ■神奈中       |                |
| 3番  | 桜24 鶴31 | 永山高校・永山五丁目・京王多摩車庫         | 鶴川駅           | ■神奈中       |                |
| 4番  | 桜22      | 諏訪四丁目循環                             | 聖蹟桜ヶ丘駅     | ■京王 ■神奈中 |                |
| 4番  | 桜22      | 諏訪四丁目                                 | 諏訪三丁目       | ■京王 ■神奈中 |                |
| 5番  | 桜65      | 聖ヶ丘病院・関戸                           | 聖蹟桜ヶ丘駅     | ■京王         |                |
| 5番  | 桜92      | 桜ヶ丘二丁目                               | 聖蹟桜ヶ丘駅     | ■京王         |                |
| 5番  | 永80      | 中河原駅・西府駅                           | 総合医療センター | ■京王         | ※平日朝1本のみ |
| 6番  | 桜25 桜45 | 諏訪下橋・新大栗橋                         | 聖蹟桜ヶ丘駅     | ■京王         |                |
| 6番  | 桜23 桜24 | 諏訪下橋・新大栗橋                         | 聖蹟桜ヶ丘駅     | ■神奈中       |                |
| 6番  | 桜22      | 諏訪下橋・新大栗橋                         | 聖蹟桜ヶ丘駅     | ■京王 ■神奈中 |                |

- この他、ブックオフスーパーバザー多摩永山店を結ぶ無料送迎バスが運行されている。

## パスネット印字
京王永山駅
- 入場「京王永山」
- 出場「京永」

小田急永山駅
- 入場「小 永山」
- 出場「OE永」

現在は発売を終了しているが、自動券売機や自動精算機などで使用される際に裏面に入場印字が記載される。また、PASMOとSuicaでは、自動改札機での入場・出場や自動券売機・自動精算機などで使用し、履歴を印字すると、入場印字が記載される。

## 付記
- 駅のホームや駅前北口周辺界隈は、『ゆうひが丘の総理大臣』、『あさひが丘の大統領』などテレビドラマ等のロケ地に用いられた。

## 隣の駅
京王電鉄
 相模原線
- □「京王ライナー」停車駅（下りは当駅以遠座席指定券不要、上りは乗車のみ）

■特急・■急行
京王稲田堤駅 (KO36) - 京王永山駅 (KO40) - 京王多摩センター駅 (KO41)
■区間急行・■快速・■各駅停車
若葉台駅 (KO39) - 京王永山駅 (KO40) - 京王多摩センター駅 (KO41)
- 沿線でのイベントなどの開催時には、通常の隣の停車駅との間にある以下の駅に停車することがある。
  - ジュエルミネーションの開催時には、一部の特急・急行が京王よみうりランド駅に停車する場合がある。

小田急電鉄
 多摩線
■快速急行・□通勤急行（通勤急行は平日朝上りのみ運転、いずれも当駅 - 唐木田駅間は各駅に停車）
栗平駅 (OT 02) - 小田急永山駅 (OT 05) - 小田急多摩センター駅 (OT 06)
■急行・■各駅停車
はるひ野駅 (OT 04) - 小田急永山駅 (OT 05) - 小田急多摩センター駅 (OT 06)